# 欽察
| 又譯                           | 克普恰克                                |
| 常見拉丁轉寫                   | Kipchaks、Kypchaks、 Qipchaqs、Qypchaqs |
| 克里米亞韃靼語：               |                                         |
| 卡拉恰伊－巴爾卡爾語：Къыпчакъ |                                         |
| 土耳其語：                     |                                         |
| 烏孜別克語：                   | Qipchoq, Қипчоқ                         |
| 哈薩克語：                     | Қыпшақ                                  |
| 吉爾吉斯語：                   | Кыпчак                                  |
| 庫梅克語：                     | Къыпчакъ                                |
| 諾蓋語：                       | Кыпчак                                  |
| 烏克蘭語： (polovtsy)          |                                         |
| 俄语： (polovtsy)              |                                         |
| 拜占庭帝國：                   | Kuman或Cuman                            |

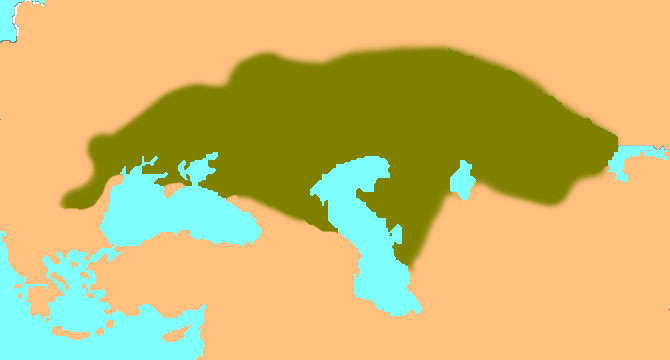
欽察在中亞地區的大約位置

欽察是中世纪存在的突厥游牧族群和邦联，居住在欧亚草原的部分地区。首次被提及是在8世纪作为後突厥的一部分，他们很可能居住在阿尔泰山附近地区，在接下来的几个世纪里，他们从那里扩张，首先是基馬克汗國的一部分，后来是作为欽察-庫曼邦聯的一部分。在东欧大草原、中国新疆、锡尔河流域和西伯利亚的一群人均被统称为钦察。库曼-钦察邦联在13世纪初被蒙古人征服。
欽察部落聯盟在11世紀中葉時曾經佔據黑海北濱的欽察草原，其中一些部落则与庫曼人合併，在突厥遷移中遷移到了西伯利亞西部，後來蒙古帝國所建立的欽察汗國部分領土即欽察人的原居地。一些阿拉伯学者把咸海至烏克蘭以北稱欽察草原一带的地方稱為庫曼尼亞，因為這地區幾乎只有欽察-庫曼人居住。
而一些人认为欽察可能起源於游牧阿尔泰山以西的“厥越失”（见《旧唐书》），或与薛延陀有关。
在波斯文历史著作《史集》中，“钦察”（中古突厥语：kuv ağaç）意为空心树，传说其祖先从空心树中诞生。

## 歷史
欽察人祖先是由烏揭與薩爾馬特人等融合而成，欽察有四支十一部落。四支是“哈拉欽察”、“契丹欽察”、“庫蘭欽察”、“托里欽察”。十一部落是“脱克撒巴”（與突騎施有關）、“葉迪牙”、“不兒只烏格拉”、“额勒别儿里”（即玉里伯里部）、“晃火兒烏格立”、“安徹烏格立”、“都鲁惕”、“非剌納烏格立”、“者思難”、“哈剌孛兒克里”。
在钦察草原，11世纪和13世纪之间发生了复杂的种族同化和融合过程。西部的钦察部落吸收了乌古斯、佩切涅格、古代巴什基尔人、保加尔人和其他起源的人；东部钦察部落与基马克、葛逻禄、喀喇契丹人等族群合并。可能还有一些蒙古語族群的部落如奚也加入了东部钦察部落联盟。
钦察和库曼人之间的关系尚不清楚。虽然他们是突厥汗国的一部分，但很可能居住在阿尔泰山附近地区。学术界认为，当汗国崩溃时，他们向西迁徙成为库曼人主导的邦联的一部分，并随之扩展到额尔齐斯河、伊希姆河和托博尔河。
11世纪初，游牧突厥人大规模向伊斯兰世界迁移。目前还不清楚库曼人是征服了钦察人，还是只是钦察-突厥部落联盟的领导人。可以肯定的是，这两个族群在政治上逐渐融合，从12世纪下半叶开始，库曼人和钦察人的名字可以互换，以指代整个部落联盟。
1237年，蒙古第二次西征，伏爾加河的欽察“额勒别儿里”部落首領八赤蠻拒絕投降，被蒙古人腰斬殺死，部落聯盟解體，大部分國土併入金帳汗國，而因部長亦納思包庇蔑兒乞人首腦忽都，被速不台所敗，其人多數逃亡基輔羅斯（當時俄羅斯還未立國），其他的走投無路，逃亡匈牙利。一部分欽察人被編入元朝忽必烈的欽察軍「龙翊卫」，由土土哈統帥。在埃及馬木留克王朝前期，欽察奴隸大受歡迎，這些人中最著名的是拜巴爾一世。欽察部中的玉里伯里是相當著名的部落，德里蘇丹國的首一個王朝的蘇丹是出自此部落的奴隸。

## 宗教
欽察人主要信仰薩滿教，在近歐的一些欽察人，於11世紀左右時由於曾與格魯吉亞人聯合來對抗伊斯蘭勢力的入侵，在格魯吉亞人的影響下，有相當數量的人口改信基督教。這些人在格魯吉亞的建國者大衛四世的要求下受浸，而大衛四世本身亦迎娶了欽察汗Otrok的女兒古兰杜赫特為妻。從1120年開始，欽察汗國以基督教為國教，並有自己的國家教會和神職人員。
在蒙古征服後，伊斯蘭教在欽察人中越來越受歡迎。

## 語言
欽察人操突厥語，最重要的記錄是一部13世紀後期的庫曼語辭典“Codex Cumanicus”，是一本拉丁語與欽察語的詞典。驻留在埃及、說突厥语的馬木留克人的存在，也刺激了欽察－阿拉伯语字典的汇编和研讨，這對多種古突厥语的研究有重大幫助。
根據《突厥语大词典》的作者麻赫穆德·喀什噶里在他的著作裡記載：基馬克與烏古斯人的突厥語与其他地方的突厥語有一個顯著的分別，就是他們會把字首的i, y讀作j（即dj）。

## 后裔
現在突厥語西北語支名為欽察語支，有些突厥部落是他們的後人：西伯利亞韃靼人（他們是一部分蒙古時代的塔塔兒人與欽察及當地土著的混血種）、諾蓋人、哈薩克人、克里米亞韃靼人、卡拉恰伊人、庫梅克人、卡拉伊姆人、卡拉卡爾帕克族、烏茲別克人、吉爾吉斯人、伏爾加韃靼人、巴什基爾人。
對欽察人外貌的早期描述來自註解中國明代法典《大明律》的《大明律集解附例卷》之六第36條之纂注，其中提到欽察人的相貌是淺色頭髮、藍色眼睛：
|  | 蒙古即達子。色目即回回。欽察文回回中之別種。回回拳髮大鼻。欽察黃髮青眼… |

## 延伸阅读
[在维基数据编辑]
 《欽定古今圖書集成·方輿彙編·邊裔典·欽察部》，出自陈梦雷《古今圖書集成》
 《新元史/卷257》，出自柯劭忞《新元史》